# Eldonia
Genre
Eldonia est un genre éteint d'animaux énigmatiques à corps mou qui ont vécu du Cambrien inférieur à l'Ordovicien supérieur (525 à 425 millions d'années). Leurs restes ont été trouvés principalement dans les schistes de Burgess au Canada et tout particulièrement dans la carrière Walcott (Walcott Quarry), mais aussi à Chengjiang en Chine et au Maroc. L'interprétation initiale du paléontologue Charles Doolittle Walcott comme étant une holothurie a été rapidement contestée. D'autres filiations ont été suggérées, qui n'ont pas résisté à l'épreuve du temps, comme la piste des siphonophores  et des méduses.  

## Description
Le corps a une forme de disque avec des structures similaires aux rayons, interprétées par certains auteurs comme des tentacules et par d'autres comme des canaux. À l'intérieur du corps il y avait une grande région incurvée qui est très dense et a été interprétée comme un intestin. Avec un diamètre d'environ 22 cm, cet animal était l'un des plus grands organismes complexes de son temps.

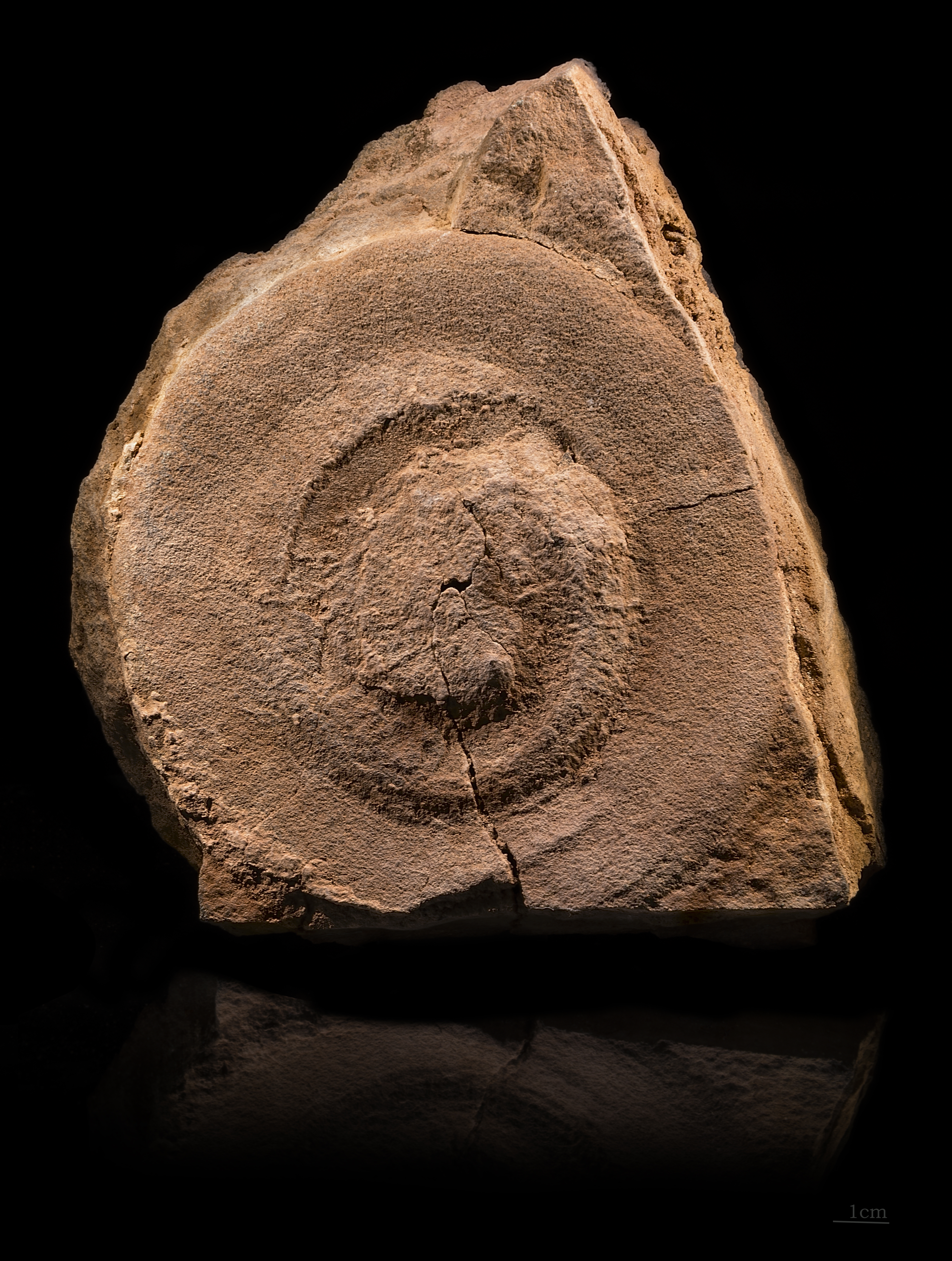
Eldonia berbera.
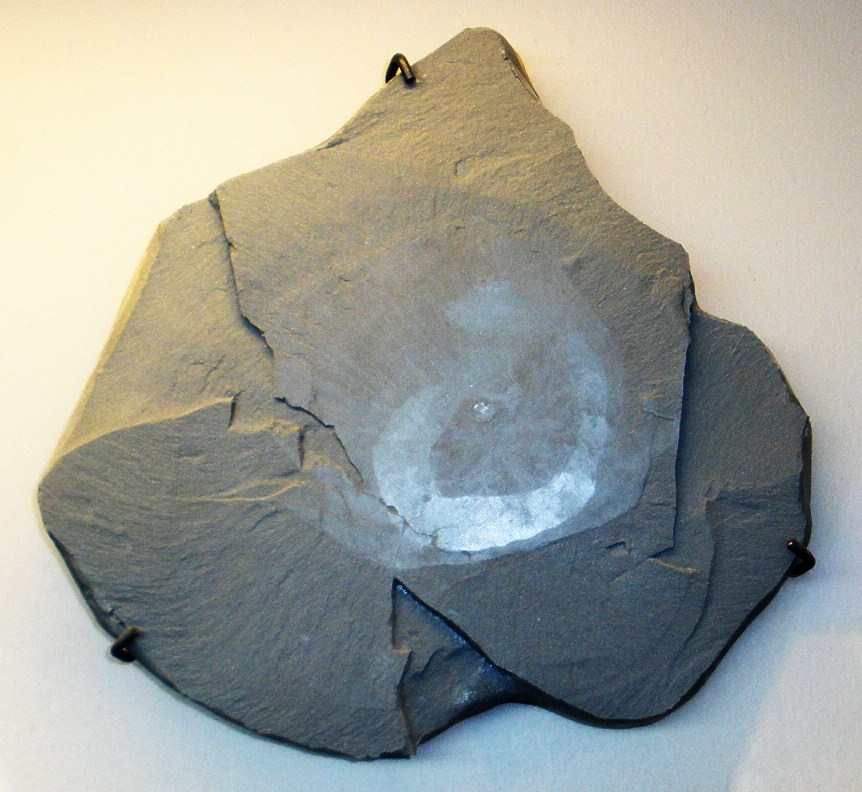
Eldonia ludwigii.

## Systématique
- Le genre a été décrit le paléontologue Charles Doolittle Walcott en 1911.
- L'espèce-type pour le genre est Eldonia ludwigi.

### Synonymie
Liste des synonymes
- Stellostomites
- Yunnanomedusa

### Taxinomie
La famille des Eldoniidae Walcott 1911
Liste des genres
- Eldonia
- Paropsonema
- Rotadiscus
- Stellostomites

Liste des espèces
- Eldonia berbera Alessandrello, A. & Bracchi, G. 2003
- Eldonia eumorpha Sun & Hou 1987
- Eldonia ludwigii Walcott 1911